# Petit-Bourg
Petit-Bourg is een gemeente in Guadeloupe in het arrondissement Basse-Terre op het eiland Basse-Terre, en telt 24.753 inwoners (2019). De oppervlakte bedraagt 129,88 km². Het ligt ongeveer 8 km ten zuidwesten van Pointe-à-Pitre.

## Geschiedenis
In de 17e eeuw werd de parochie Notre-Dame du Petit-Cul-de-Sac opgericht. In februari 1794 werd de slavernij voor de eerste keer afgeschaft, maar in april werd Guadeloupe door het Verenigd Koninkrijk veroverd. In december vond de Slag bij Pointe à Bacchus plaats, en slaagt Victor Hugues met steun van voormalige slaven er in om de Britten te verslaan. De monarchisten die aan Britse kant hadden gevochten, en ook slaven die in opstand waren gekomen werden geëxecuteerd In 1802 werd de slavernij opnieuw ingevoerd door Napoleon Bonaparte en in 1848 definitief afgeschaft.

## Overzicht
Ongeveer 70% van de gemeente is onderdeel van het Nationaal Park Guadeloupe.
De waterval Saut de la Lézarde is ongeveer 15 meter hoog en valt een meertje met een diameter van 50 meter. Het is te bereiken na een wandeling van een half uur door het tropisch regenwoud.

## Galerij

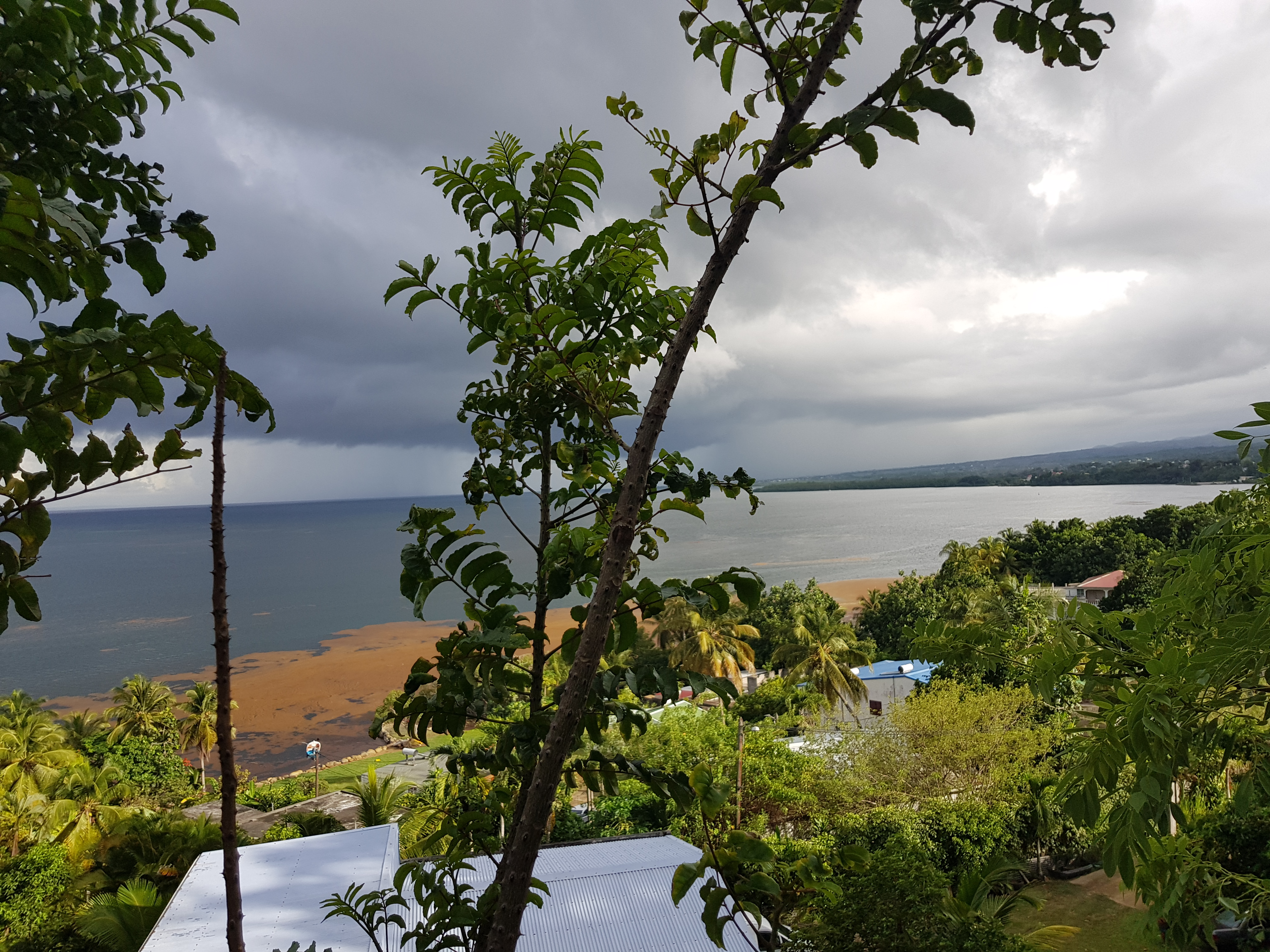
Pointe de Roujol
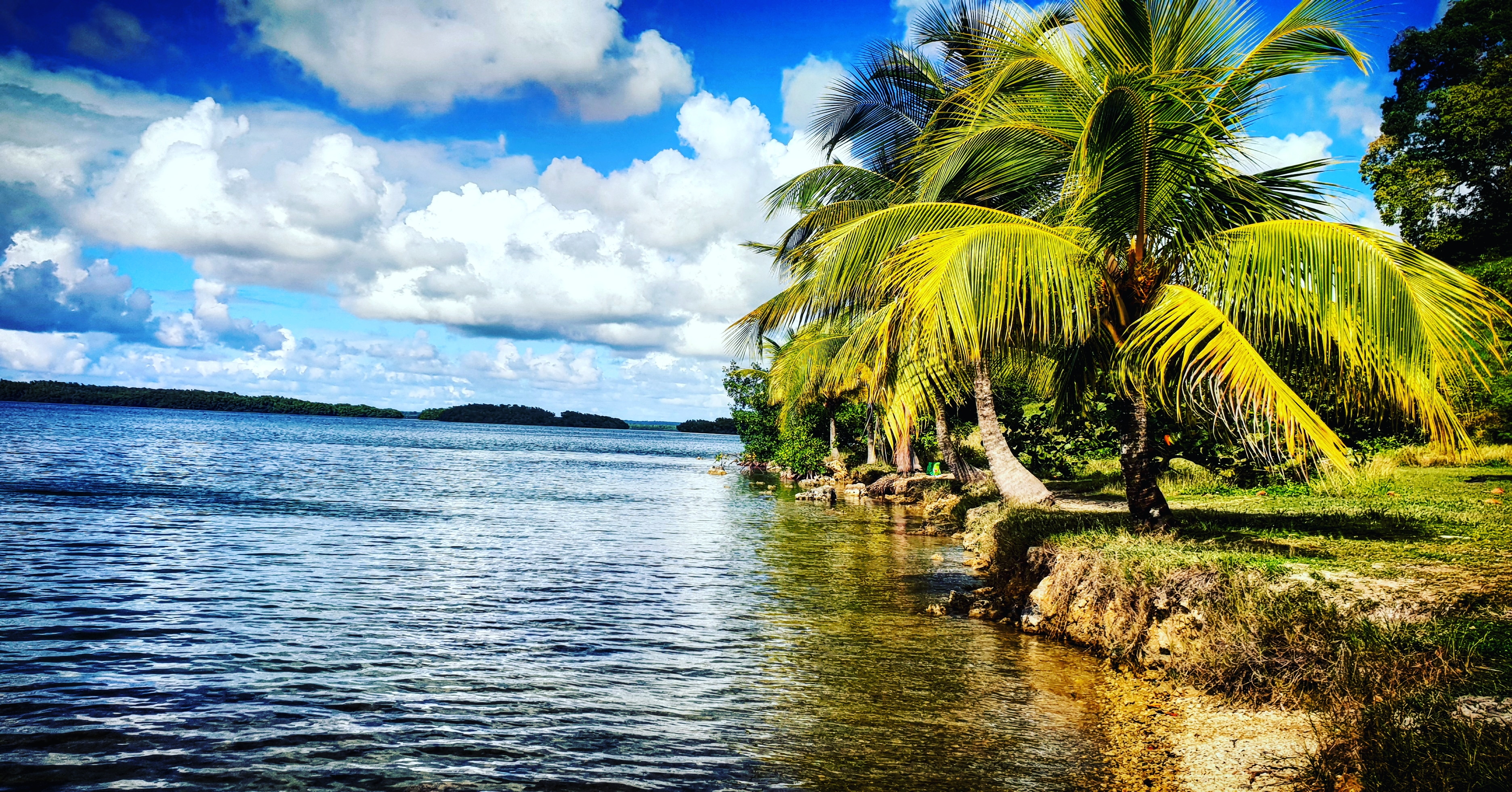
Plage Babin
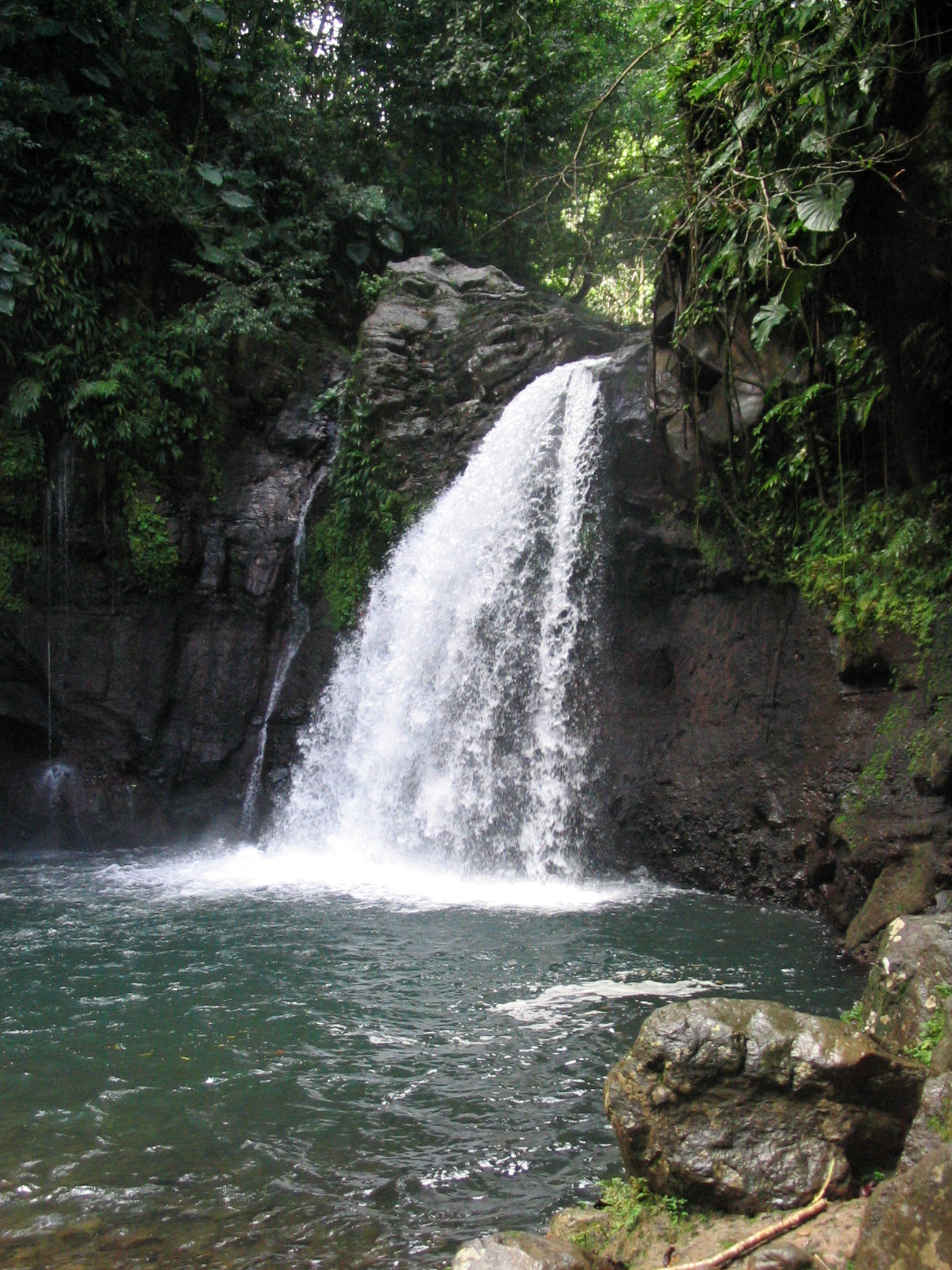
Waterval Saut de la Lézarde
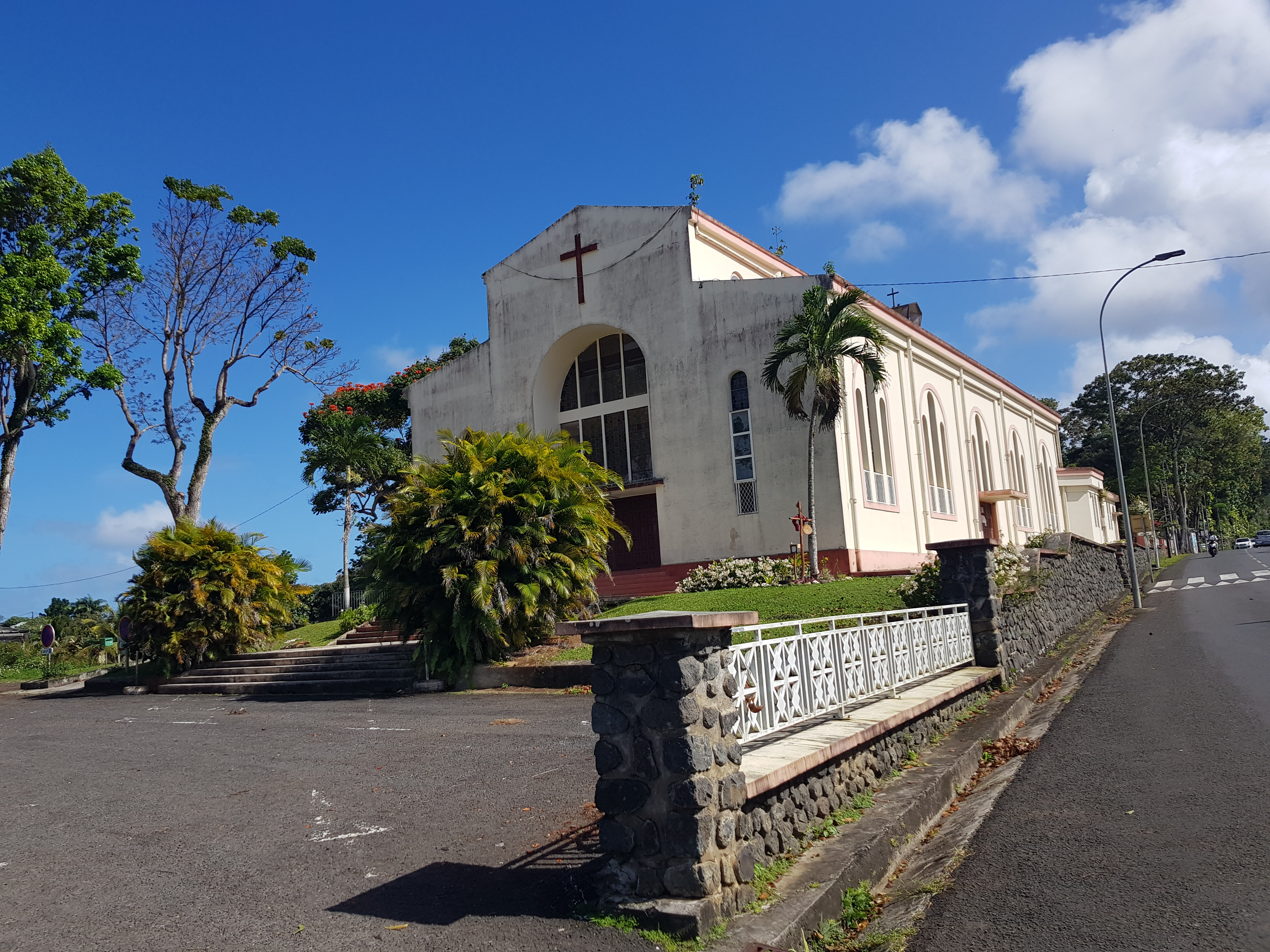
Sint Theresakerk

- Bibliothèque nationale de France: cb135118301 (data)
- Gemeinsame Normdatei: 7723819-9
- Library of Congress Control Number: n88678313
- MusicBrainz: 9da1ddc9-4a16-4fc7-95d0-5e2c4a934f26
- Nationale Bibliotheek van Israël: 987007564894905171
- Système universitaire de documentation: 050384147
- Virtual International Authority File: 125535377
- WorldCat: E39PBJt8drMFWtWqR8fXP4HjYP

Les Abymes · Anse-Bertrand · Baie-Mahault · Baillif · Basse-Terre · Bouillante · Capesterre-Belle-Eau · Capesterre-de-Marie-Galante · Deshaies · La Désirade · Le Gosier · Gourbeyre · Goyave · Grand-Bourg · Lamentin · Morne-à-l'Eau · Le Moule · Petit-Bourg · Petit-Canal · Pointe-à-Pitre · Pointe-Noire · Port-Louis · Saint-Claude · Sainte-Anne · Sainte-Rose · Saint-François · Saint-Louis · Terre-de-Bas · Terre-de-Haut · Trois-Rivières · Vieux-Fort · Vieux-Habitants